# متلازمة شيم
متلازمة شيم (بالإنجليزية: CHIME syndrome)‏ معروفة أيضًا باسم متلازمة زونخ-كاي أو متلازمة زونخ العصبية الجلدية، هي مرض سماكي خلقي نادر شُخّص لأول مرة في عام 1983. يعتمد الاختصار "شيم" على أعراضه الرئيسية: الثلامات، وعيوب القلب، والتهاب الجلد السماكي، والإعاقة الذهنية، وعيوب الأذن أو الصرع. وتعتبر متلازمة خلقية ولم تُنشر دراسات سوى عن عدد قليل من الحالات.

## الأعراض
من بين أعراض متلازمة شيم: ثلامات العين، وعيوب القلب، والتهاب الجلد السماكي، والإعاقة الذهنية، وتشوهات الأذن. كما أن من ضمن الأعراض أشياء قد تظهر في الوجه، وفقدان السمع، والحنك المشقوق.[بحاجة لمصدر]

## الوراثة
يُعتقد أن متلازمة شيم لها نمط وراثي جسمي. وهذا يعني أن الجين المعيب يقع على صبغي جسمي، ويتطلب الأمر وجود نسختين من الجين، من الأبوين، لوراثة المتلازمة. وعادة ما يحمل كل من أبوي المصاب بالمتلازمة نسخة واحدة من الجين المعيب، ولكن عادة لا يصابان بالاضطراب.[بحاجة لمصدر]

## العلاج
من الممكن أن يؤدي العلاج باستخدام الآيزوتريتينوين إلى الشفاء من الأمراض الجلدية، غير أن خطر الإصابة بالعدوى يظل قائماً.

## فهرس
- Schnur RE، Greenbaum BH، Heymann WR، Christensen K، Buck AS، Reid CS (1997). "Acute lymphoblastic leukemia in a child with the CHIME neuroectodermal dysplasia syndrome". Am. J. Med. Genet. ج. 72 ع. 1: 24–9. DOI:10.1002/(SICI)1096-8628(19971003)72:1<24::AID-AJMG5>3.0.CO;2-V. PMID:9295069.
- Shashi V، Zunich J، Kelly TE، Fryburg JS (1995). "Neuroectodermal (CHIME) syndrome: an additional case with long term follow up of all reported cases". J. Med. Genet. ج. 32 ع. 6: 465–9. DOI:10.1136/jmg.32.6.465. PMC:1050487. PMID:7666399.
- Zunich J، Esterly NB، Holbrook KA، Kaye CI (1985). "Congenital migratory ichthyosiform dermatosis with neurologic and ophthalmologic abnormalities". Arch Dermatol. ج. 121 ع. 9: 1149–56. DOI:10.1001/archderm.121.9.1149. PMID:4037840.
- Zunich J، Esterly NB، Kaye CI (1988). "Autosomal recessive transmission of neuroectodermal syndrome". Arch Dermatol. ج. 124 ع. 8: 1188–9. DOI:10.1001/archderm.124.8.1188. PMID:3041916.
- Zunich J، Kaye CI (1984). "Additional case report of new neuroectodermal syndrome". Am. J. Med. Genet. ج. 17 ع. 3: 707–10. DOI:10.1002/ajmg.1320170324. PMID:6711621.